# István Szondy
István Szondy (n. 29 decembrie 1925, Berettyóújfalu, Comitatul Bihor, Ungaria – d. 31 mai 2017, Budapesta, Ungaria) a fost un sportiv ce a reprezentat Ungaria, medaliat olimpic. A participat la 3 ediții ale Jocurilor Olimpice (1948, 1952, 1956) în care a câștigat o medalie de bronz.